# Kanton Valenciennes-Est
Valenciennes-Est (Nederlands: Valencijn-Oost) is een voormalig kanton van het Franse Noorderdepartement. Het kanton maakte deel uit van het arrondissement Valenciennes.

## Gemeenten
Het kanton Valenciennes-Est omvatte de volgende gemeenten:
- Curgies
- Estreux
- Marly
- Onnaing
- Préseau
- Quarouble
- Quiévrechain
- Rombies-et-Marchipont
- Saultain
- Sebourg
- Valenciennes (deels, hoofdplaats)